# Rodrigo Díaz de Vivar de Silva y Mendoza
Rodrigo Díaz de Vivar de Silva y Mendoza  o Rodrigo de Silva y Mendoza (Madrid; 1 de agosto de 1614-Madrid; 25 de diciembre de 1675), IV duque de Pastrana y de Estremera, V duque de Francavilla, príncipe de Éboli y Mélito y duque consorte del Infantado fue un aristócrata español que sirvió en la Real Casa. 

## Biografía

### Vida y familia
Hijo de Ruy Gómez de Silva Mendoza y de la Cerda, III duque de Pastrana y de Leonor de Guzmán y Silva, hija de Alonso Pérez de Guzmán y Sotomayor, VII duque de Medina Sidonia.
Su padre había sido embajador en Francia y Roma y había muerto cuando él tenía 12 años. Se casa en 1630 con Catalina Gómez de Sandoval y Mendoza, VIII duquesa del Infantado.
Enorme derrochador, deberá dejar la Corte por problemas financieros lo que hará que el rey Felipe IV le castigue. A su muerte se mostrará partidario de Don Juan José de Austria y se le nombrará mayordomo mayor de Carlos II en 1671. Realizó la donación a la Colegiata de Pastrana de los famosos tapices portugueses de Alfonso V sobre la Conquista de Tánger y otras plazas africanas.